# Бразил (Индиана)
Бразил (англ. Brazil) — город и административный центр округа Клей в штате Индиана в Соединённых Штатах Америки.
Согласно данным переписи населения США 2020 года число жителей города 
составляло 8181 человек, что, для такого небольшого населённого пункта, существенно больше, чем было во время предыдущей переписи проводившейся в 2010 году (7912 человек).

## История
В 1840-х годах европейские поселенцы владеющие сельскохозяйственными угодьями в этом районе, решили назвать фермерские хозяйства в честь Бразилии — Brazil (на английском пишутся одинаково). Сам город был основан в 1866 году. По состоянию на 2024 год Бразилия является частью столичного статистического района Терре-Хот. Столица округа Клей, образованного в 1825 году, изначально находилась в Боулинг-Грин, но когда Бразил разросся,  окружной центр было решено переместить сюда (1876).
Несколько архитектурных объектов города включены в Национальный реестр исторических мест США.

## География
Согласно данным Бюро переписи населения США, общая площадь Бразилии составляет 3,058 квадратных мили (7,92 км2), из которых 3,03 квадратных мили (7,85 км2 или 99,08%) составляет суша, а 0,028 квадратных мили (0,07 км2 или 0,92%) — водная поверхность.